# میرزا کاظم بیگ
الکساندر قاسمویچ کاظم بک (روسی: Алекса́ндр Каси́мович Казембе́к یا Казем-Бек; آذربایجانی: Aleksandr Kazımbəy یا Mirzə Kazım-bəy) (۲۲ ژوئیه ۱۸۰۲، رشت، ایران—۲۷ نوامبر ۱۸۷۰، سنت پترزبورگ), روسیه، نام در هنگام تولد محمدعلی کاظم‌بیگ (ترکی آذربایجانی: Məhəmməd Əli Kazımbəy)، خاورشناس، مورخ و فیلولوژیست شهیر آذربایجانی‌الاصل بود.
او پدربزرگ الکساندر کاظم‌بیگ مؤسس ملادوروسی بود.

## شرح حال

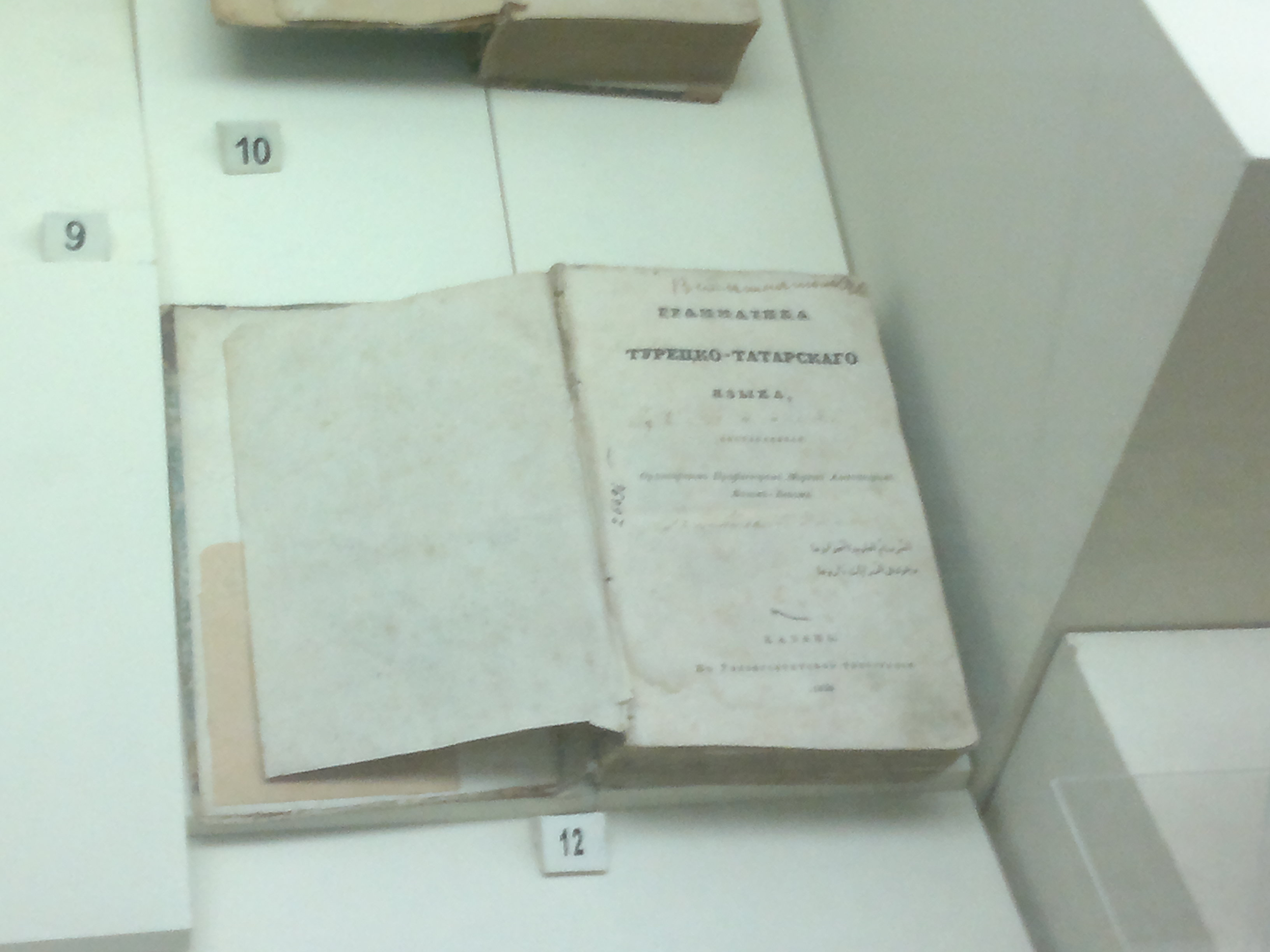
یکی از کتاب های نوشته شده توسط الکساندر قاسمویچ کاظم بک

پدر میرزا کاظم بیگ، حاج قاسم کاظم بیگ، روحانی سرشناس آذری مسلمان و اهل شهر دربند داغستان بود که پدرش نظیر محمد خان سررشته دار کل خانات دربند بود. محمد قاسم کاظم بیگ در راه برگشت از حج، از شهر رشت (در استان گیلان کنونی ایران) دیدن کرد و زنی اهل آنجا به نام شرف النسا را دید که دختر حاکم باقرخان بود. این دو ازدواج کرده، در رشت سکنی گزیدند و کاظم بیگ در آنجا متولد شد. پدرش در ۱۸۱۱ به سمت قاضی دربند منصوب شد و خانواده بدانجا کوچیدند. کاظم بیگ که به آذربایجانی و فارسی مسلط بود، در زمینه اسلام تحصیل کرد و روسی، ترکی و عربی را هم فرا گرفت. اولین کتابش «موضوعاتی در صرف و نحو زبان عربی» را در ۱۷ سالگی نوشت. پدرش می‌خواست او یک عالم اسلامی بشود و داشت او را به ایران و عربستان می‌فرستاد تا در زمینه مطالعات اسلامی تحصیل کند. به هر حال، محمد قاسم کاظم بیگ در ۱۸۲۰ به جاسوسی برای ایران محکوم شد و از جایگاه مذهبیش خلع و به همراه همسرش به آستاراخان تبعید شد.
او در ۱۸۲۳ تحت تأثیر مبلغین اسکاتلندی مسیحی شد.